# Club Deportivo Azuqueca
El Club Deportivo Azuqueca es un equipo de fútbol español de Azuqueca de Henares (Guadalajara). Fue fundado en 1971 y en la actual temporada 2022/2023, sus cinco equipos, militan en las siguientes categorías:
- 3ªRFEF - Grupo XVIII - Categoría Nacional.
- Liga Nacional Juvenil
- 1ª Autonómica Preferente
- Liga Juvenil Preferente
- Liga Juvenil Provincial

## Trayectorias destacadas
- En la temporada 2009/10 quedó 3º en la temporada regular del Grupo XVIII de Tercera División y se clasificó por primera vez en su historia para disputar una fase final de ascenso a Segunda División B. En cuartos de final eliminó al Universidad de Oviedo y en semifinales fue eliminado por el L'Hospitalet.

- En la temporada 2011/12 finalizó la temporada regular en 3ª posición, logrando así clasificarse para la fase de ascenso a 2ª División B. Su rival fue el Club Deportivo Tudelano, el cual lo eliminó en primera ronda.

- En la temporada 2014/15 finalizó como 1º en su categoría y logró ascender al grupo XVIII de Tercera División.

- En la temporada 2015/16 finalizó la temporada regular en 3ª posición, logrando así clasificarse para la fase de ascenso a 2ª División B.

## Temporadas
| Temporada   | Categoría          | Posición | Copa del Rey |
| ----------- | ------------------ | -------- | ------------ |
| desde 71-72 | Regional           | —        |              |
| hasta 83-84 | Regional           | —        |              |
| 1984/85     | 3ª                 | 10º      |              |
| 1985/86     | 3ª                 | 16º      |              |
| 1986/87     | Primera Autonómica | 3º       |              |
| 1987/88     | 3ª                 | 13º      |              |
| 1988/89     | 3ª                 | 11º      |              |
| 1989/90     | 3ª                 | 13º      |              |
| 1990/91     | 3ª                 | 16º      |              |
| 1991/92     | 3ª                 | 13º      |              |
| 1992/93     | 3ª                 | 11º      |              |
| 1993/94     | 3ª                 | 14º      |              |
| 1994/95     | 3ª                 | 10º      |              |
| 1995/96     | 3ª                 | 12º      |              |
| 1996/97     | 3ª                 | 16º      |              |
| 1997/98     | 3ª                 | 20º      |              |
| 1998/99     | Primera Autonómica | 4º       |              |
| 1999/00     | Primera Autonómica | 8º       |              |
| 2000/01     | Primera Autonómica | 6º       |              |
| 2001/02     | Primera Autonómica | 9º       |              |
| 2002/03     | Primera Autonómica | 8º       |              |
| 2003/04     | Primera Autonómica | 15º      |              |
| 2004/05     | Primera Autonómica | 8º       |              |
| 2005/06     | Primera Autonómica | 4º       |              |
| 2006/07     | Primera Autonómica | 3º       |              |

| Temporada | Categoría          | Posición | Copa del Rey |
| --------- | ------------------ | -------- | ------------ |
| 2007/08   | 3ª                 | 9º       |              |
| 2008/09   | 3ª                 | 16º      |              |
| 2009/10   | 3ª                 | 3º       |              |
| 2010/11   | 3ª                 | 7º       |              |
| 2011/12   | 3ª                 | 3º       |              |
| 2012/13   | 3ª                 | 3º       |              |
| 2013/14   | 3ª                 | 19º      |              |
| 2014/15   | Primera Autonómica | 1º       |              |
| 2015/16   | Tercera División   | 3º       |              |
| 2016/17   | Tercera División   | 9º       |              |
| 2017/18   | Tercera División   | 10º      |              |
| 2018/19   | Tercera División   | 10º      |              |
| 2019/20   | Tercera División   | 12º      |              |
| 2020/21   | Tercera División   | 7º       |              |
| 2021/22   | 3.ª RFEF           | 8º       |              |
| 2022/23   | 3.ª RFEF           | 12º      |              |
| 2023/24   | 3.ª RFEF           | 10º      |              |
| 2024/25   | 3.ª RFEF           |          |              |

## Jugadores

### Plantilla y cuerpo técnico
- Los equipos españoles están limitados a tener en la plantilla un máximo de tres jugadores sin pasaporte de la Unión Europea. La lista incluye sólo la principal nacionalidad de cada jugador, algunos de los jugadores no europeos tienen doble nacionalidad de algún país de la UE:

## Palmarés

### Trofeos amistosos
- Trofeo Alcarria (3): 1985, 1988 y 1991.
- Trofeo Campiña (1): 2019.